# Опсерваторија Вера Ц. Рубин
Опсерваторија Вера Ц. Рубин (енгл. Vera C. Rubin Observatory), раније позната као Велики синоптички телескоп (енгл. Large Synoptic Survey Telescope, LSST), је астрономска опсерваторија у Чилеу. Њен главни задатак биће астрономски преглед целокупног доступног јужног неба сваких неколико ноћи, стварајући time-lapse запис током десет година, под називом Наслеђени преглед простора и времена (такође скраћено LSST). Опсерваторија се налази на врху Ел Пењон планине Серо Пачон, која је висока 2.682 m (8.799 ft), у региону Кокимбо, у северном Чилеу, поред постојећих телескопа Gemini South и Southern Astrophysical Research Telescope. Базни објекат опсерваторије Рубин налази се на око 100 km (62 mi) пута од опсерваторије, у граду Ла Серена. Опсерваторија је названа по Вери Рубин, америчкој астрономки која је била пионир у открићима о брзини ротације галаксија. То је заједничка иницијатива америчке Националне научне фондације (NSF) и Канцеларије за науку америчког Министарства енергетике, а њоме заједнички управљају NSF-ов NOIRLab и SLAC Национална акцелераторска лабораторија.
У опсерваторији Рубин налази се Симонијев телескоп за преглед неба (енгл. Simonyi Survey Telescope), рефлекторски телескоп широког поља са примарним огледалом од 8,4 метра који може фотографисати цело доступно небо сваких неколико ноћи. Телескоп користи варијанту анастигмата са три огледала, што омогућава компактном телескопу да пружи оштре слике преко веома широког видног поља пречника 3,5 степени. Слике се бележе камером са 3,2-гигапикселним CCD уређајем, највећом дигиталном камером икада направљеном.
Опсерваторија Рубин је предложена 2001. године као LSST, а изградња огледала је почела (приватним средствима) 2007. године. LSST је тада постао највише рангиран велики земаљски пројекат у Астрофизичком декадном прегледу 2010. године, а пројекат је званично почео са изградњом 1. августа 2014. године, када је америчка Национална научна фондација (NSF) одобрила део буџета за изградњу за фискалну 2014. годину (27,5 милиона долара). Финансирање долази од NSF-а, америчког Министарства енергетике и приватних средстава прикупљених од стране посвећене међународне непрофитне организације, LSST Discovery Alliance. Операције су под управом Удружење универзитета за истраживање у астрономији (AURA). Укупни трошкови изградње очекивани су на око 680 милиона долара.... Изградња на локацији почела је 14. априла 2015. године церемонијалним полагањем камена темељца. Прва посматрања неба са инжењерском камером догодила су се 24. октобра 2024. године, док су слике првог светла система објављене 23. јуна 2025. године. Почетак пуних операција прегледа неба планиран је за касније у 2025. години, због кашњења у распореду изазваних пандемијом COVID-а. Планирано је да подаци постану потпуно јавни након две године.

## Име
Телескоп је првобитно назван „Велики синоптички телескоп“ (Large Synoptic Survey Telescope), где реч synoptic — изведена из грчких речи σύν (syn 'заједно') и ὄψις (opsis 'поглед') — описује посматрања која дају широк поглед на тему. У јуну 2019. године, преименовање опсерваторије из Велики синоптички телескоп (LSST) у Опсерваторија Вера Ц. Рубин покренуле су америчка представница Еди Бернис Џонсон и резидентни комесар Порторика Џенифер Гонзалез-Колон. Преименовање је озакоњено у САД 20. децембра 2019. године, и објављено на зимском састанку Америчког астрономског друштва 2020. године. Опсерваторија је названа по Вери Ц. Рубин. Име одаје почаст Рубиновој и наслеђу њених колега у истраживању природе тамне материје мапирањем и каталогизацијом милијарди галаксија кроз простор и време.
Сам телескоп носи назив Симонијев телескоп за преглед неба, по приватним донаторима Чарлсу и Лиси Симони.
Акроним LSST је задржан да се односи на преглед који ће опсерваторија вршити као „Наслеђени преглед простора и времена“ (Legacy Survey of Space and Time), док се камера за преглед назива „LSST камера“.

## Историја
Опсерваторија Рубин је наследник традиције прегледа неба. Ови прегледи су почели као визуелно састављени каталози у 18. веку, као што је Месјеов каталог. Ово је замењено фотографским прегледима, почевши од 1885. године са Харвардском колекцијом плоча, Прегледом неба Националног географског друштва и опсерваторије Паломар и другима. Око 2000. године, први дигитални прегледи, као што је Слоанов дигитални небески преглед (SDSS), почели су да замењују фотографске плоче ранијих прегледа.... Опсерваторија Рубин је еволуирала из ранијег концепта Телескопа за тамну материју, који се помиње још 1996. године. Пети декадни извештај, Астрономија и астрофизика у новом миленијуму, објављен је 2001. године и препоручио је „Велики синоптички телескоп“ као велику иницијативу. Чак и у овој раној фази, основни дизајн и циљеви су били постављени:
Велики синоптички телескоп (LSST) је оптички телескоп класе 6,5 метара дизајниран да сваке недеље прегледа видљиво небо до много слабијег нивоа од оног који постижу постојећи прегледи. Каталогизоваће 90 процената објеката близу Земље већих од 300 метара и проценити претњу коју они представљају за живот на Земљи. Пронаћи ће око 10.000 примитивних објеката у Којперовом појасу, који садржи фосилни запис о формирању Сунчевог система. Такође ће допринети проучавању структуре универзума посматрањем хиљада супернова, како оближњих тако и на великом црвеном помаку, и мерењем дистрибуције тамне материје кроз гравитационо сочиво. Сви подаци ће бити доступни преко Националне виртуелне опсерваторије, пружајући приступ астрономима и јавности веома дубоким сликама променљивог ноћног неба.
Рани развој је финансиран из више малих донација, са великим доприносима у јануару 2008. године од софтверских милијардера Чарлса и Лисе Симони и Била Гејтса, у износу од 20 милиона и 10 милиона долара, респективно. 7,5 милиона долара је укључено у предлог буџета NSF-а за фискалну 2013. годину. Америчко Министарство енергетике финансирало је изградњу компоненте дигиталне камере од стране SLAC-а, као део своје мисије разумевања тамне енергије.
Финансирање NSF-а за остатак изградње одобрено је 1. августа 2014. године. Водеће организације су:
- SLAC Национална акцелераторска лабораторија за дизајн и изградњу LSST камере
- National Optical Astronomy Observatory за обезбеђивање телескопа и тима на локацији
- National Center for Supercomputing Applications за изградњу и тестирање архиве и центра за приступ подацима
- Удружење универзитета за истраживање у астрономији за надзор над изградњом

У мају 2018. године, амерички Конгрес је изненађујуће одобрио много више средстава него што је телескоп тражио, у нади да ће убрзати изградњу и рад. Управа телескопа је била захвална, али несигурна да ли ће то помоћи, јер у касној фази изградње нису били ограничени новцем.
Први фотони које је комплетан инструмент забележио детектовани су 15. априла 2025. године, појављујући се као прстенови пре него што је инструмент подешен да их фокусира као тачке.
Слике са првог светла комплетног телескопа и камере објављене су 23. јуна 2025. године. Прве најавне слике биле су композитна слика маглина Тролисна и Лагуна и исечци из широкоугаоног погледа на многе галаксије у јату Девица. Слика јата Девица направљена је почетком маја током четири ноћи. Ране слике показале су преко 2000 нових астероида. Заједничка гледања објаве слика одржана су на шест континената, јер су људи из 28 земаља били укључени у пуштање инструмента у рад.

## Преглед
Дизајн Симонијевог телескопа за преглед неба јединствен је међу великим телескопима (са примарним огледалима класе 8 метара) по томе што има веома широко видно поље: пречник од 3,5 степени, или 9,6 квадратних степени. За поређење, и Сунце и Месец, гледано са Земље, имају пречник од 0,5 степени, или 0,2 квадратна степена. У комбинацији са великим отвором (и тиме способношћу прикупљања светлости), ово ће му дати спектакуларно велики етенду од 319 m²⋅degree². Ово је више од три пута већи етенду од постојећих телескопа са највећим видним пољем, телескопа Субару са његовом Hyper Suprime камером и Pan-STARRS-а, и више од реда величине боље од већине великих телескопа.

### Оптика
Најранији рефлекторски телескопи користили су сферна огледала која, иако су лака за израду и тестирање, пате од сферне аберације; била је потребна дуга жижна даљина да би се сферна аберација смањила на подношљив ниво. Израда примарног огледала у облику параболе уклања сферну аберацију на оси, али је видно поље тада ограничено комом ван осе. Такав параболични примар, са фокусом у примарном или Касегреновом фокусу, био је најчешћи оптички дизајн све до Хејловог телескопа 1949. године. Након тога, телескопи су углавном користили Ричи-Кретјен дизајн, користећи два хиперболична огледала за уклањање и сферне аберације и коме, што је давало шире корисно видно поље ограничено само астигматизмом и аберацијама вишег реда. Већина великих телескопа од Хејловог користи овај дизајн — телескопи Хабл и Кек су, на пример, Ричи-Кретјен. Опсерваторија Рубин уместо тога користи анастигмат са три огледала да би поништила астигматизам употребом три несферична огледала. Резултат су оштре слике преко широког видног поља, али на уштрб одређене моћи прикупљања светлости због великог терцијарног огледала које заклања део оптичког пута.
Примарно огледало телескопа (М1) има пречник 84 m (276 ft), секундарно огледало (М2) има пречник 34 m (111,5 ft), а терцијарно огледало (М3), унутар прстенастог примара, има пречник 50 m (164 ft). Очекује се да ће секундарно огледало бити највеће конвексно огледало у било ком оперативном телескопу, све док га не надмаши секундарно огледало од 4,2 метра Изузетно великог телескопа око 2028. године. Друго и треће огледало смањују површину прикупљања светлости примарног огледала на 35 m2 (376,7 sq ft), што је еквивалентно телескопу пречника 668 m-diameter (2.191,6 ft). Множењем овога са видним пољем добија се étendue од 336 m²⋅degree²; стварна вредност је смањена вињетирањем. Примарно и терцијарно огледало (М1 и М3) дизајнирани су као један комад стакла, „монолит М1М3“. Постављање два огледала на истом месту минимизира укупну дужину телескопа, олакшавајући брзо преоријентисање. Израда од истог комада стакла резултира чвршћом структуром од два одвојена огледала, што доприноси брзом смиривању након кретања.
Оптика укључује три коректорска сочива за смањење аберација. Ова сочива, као и филтери телескопа, уграђени су у склоп камере. Прво сочиво, пречника 1,55 м, највеће је сочиво икада направљено, а треће сочиво формира вакуумски прозор испред фокалне равни.
За разлику од многих телескопа, Опсерваторија Рубин не покушава да компензује дисперзију у атмосфери. Таква корекција, која захтева поновно подешавање додатног елемента у оптичком склопу, била би веома тешка за постизање у року од 5 секунди дозвољених између усмеравања, а поред тога представља и технички изазов због изузетно кратке жижне даљине. Као резултат тога, опсези краћих таласних дужина даље од зенита имаће нешто смањен квалитет слике.

#### Сензори таласног фронта
Телескоп Симони користи систем активне оптике, са сензорима таласног фронта на угловима камере, како би огледала била прецизно обликована и у фокусу. Видно поље је превелико да би се користила адаптивна оптика за корекцију атмосферског seeing-а. Процес се одвија у три фазе:
1. Мерења ласерским трагачем се користе да би се осигурало да су компоненте центриране и близу предвиђених положаја.
2. Корекције отворене петље се примењују за исправљање интринзичних аберација огледала, савијања компоненти у зависности од елевације и температуре, као и избора филтера.
3. Мерења фокуса и облика се врше током нормалног рада помоћу сензора на угловима видног поља и користе се за корекцију оптике.

Прецизан облик и фокус склопа огледала се процењују, а затим коригују, поређењем слика на четири сета намерно дефокусираних CCD-ова (један испред фокалне равни и један иза, видети слику десно). Развијене су методе за проналажење ових корекција. Једна се одвија аналитички, процењујући опис тренутног облика огледала помоћу Зерникеових полинома, и из тога израчунавајући скуп корекција за враћање облика и фокуса.

### Камера
Дигитална камера од 3,2 гигапиксела снимаће експозиције од 30 секунди. Камера се заправо налази у терцијарном фокусу, а не у примарном фокусу, али пошто се налази у „заробљеном фокусу“ испред примарног огледала, повезани технички проблеми су слични онима код конвенционалне камере за преглед у примарном фокусу. Преусмеравање тако великог телескопа (укључујући време смиривања) у року од 5 секунди захтева изузетно кратку и чврсту структуру. То заузврат имплицира мали f-број, што захтева прецизно фокусирање камере.
Коришћење две експозиције од 15 секунди био би компромис који би омогућио уочавање и слабих и покретних извора. Препорука за једну експозицију од 30 секунди смањује трошкове очитавања камере и репозиционирања телескопа, омогућавајући дубље снимање. Првобитни планови су били да се свака тачка на небу сними са две узастопне експозиције од 15 секунди, како би се ефикасно одбацили удари космичких зрака на CCD-ове, али до 2025. године изгледало је да се они могу поуздано детектовати у једној слици од 30 секунди.
Фокална раван камере је равна и има пречник од 64 cm. Главно снимање врши мозаик од 189 CCD детектора, сваки са 16 мегапиксела. Они су груписани у мрежу 5×5 „сплавова“ (rafts), где централних 21 сплав садржи 3×3 сензора за снимање, док четири угаона сплава садрже само по три CCD-а, за вођење и контролу фокуса. CCD-ови обезбеђују узорковање боље од 0,2 лучне секунде и биће хлађени на приближно −100 °C (173 K) како би се смањио шум.

Камера укључује филтер смештен између другог и трећег сочива, и механизам за аутоматску промену филтера. Иако камера има шест филтера (ugrizy) који покривају таласне дужине од 330–1080 nm, положај камере између секундарног и терцијарног огледала ограничава величину мењача филтера. Он може да држи пет филтера истовремено, тако да се сваког дана један од шест мора изабрати да буде изостављен за следећу ноћ.

### Обрада података са слика
Узимајући у обзир одржавање, лоше време и друге непредвиђене околности, очекује се да ће камера снимити више од 200.000 слика (1,28 петабајта некомпримованих података) годишње, што је далеко више него што људи могу прегледати. Управљање и ефикасна анализа огромне количине података са телескопа очекује се да буде технички најтежи део пројекта. У 2010. години, почетни рачунарски захтеви процењени су на 100 терафлопса рачунарске снаге и 15 петабајта складишног простора, са порастом како пројекат прикупља податке. До 2018. године, процене су порасле на 250 терафлопса и 100 петабајта складишног простора.
Када се слике сниме, обрађују се у три различита временска оквира: тренутно (у року од 60 секунди), дневно и годишње.
Тренутни производи су упозорења, издата у року од 60 секунди од посматрања, о објектима који су променили сјај или положај у односу на архивиране слике тог положаја на небу. Пренос, обрада и разликовање тако великих слика у року од 60 секунди (претходне методе су трајале сатима, на мањим сликама) представља значајан софтверски инжењерски проблем сам по себи. Ова фаза обраде ће се обављати у поверљивом објекту америчке владе у Калифорнији како би се могли идентификовати догађаји који би открили тајна средства; они ће бити привремено уклоњени пре нередактованог објављивања након три дана, до када су подаци мање осетљиви.
До 10 милиона упозорења ће се генерисати сваке ноћи. Свако упозорење ће садржати следеће:‍:22
- ID упозорења и базе података: ID-ови који јединствено идентификују ово упозорење
- Фотометријска, астрометријска и карактеризација облика детектованог извора
- Исечци од 30×30 пиксела (у просеку) референтне слике и слике разлике (у FITS формату)
- Временска серија (до годину дана) свих претходних детекција овог извора
- Различите сумарне статистике („карактеристике“) израчунате из временске серије

Не постоји власнички период повезан са упозорењима — доступна су јавности одмах, пошто је циљ брзо пренети скоро све што опсерваторија Рубин зна о било ком догађају, омогућавајући даљу класификацију и доношење одлука. Већина посматрача ће бити заинтересована само за мали део догађаја, па ће се упозорења слати „брокерима догађаја“ који прослеђују подскупове заинтересованим странама. Опсерваторија Рубин ће обезбедити једноставног брокера,:48 и пружити пун ток упозорења спољним брокерима догађаја. Zwicky Transient Facility ће служити као прототип система опсерваторије Рубин, генеришући 1 милион упозорења по ноћи.
Дневни производи, објављени у року од 24 сата од посматрања, обухватају слике из те ноћи и каталоге извора изведене из слика разлика. Ово укључује орбиталне параметре за објекте Сунчевог система. Слике ће бити доступне у два облика: Raw Snaps, или подаци директно са камере, и Single Visit Images, које су обрађене и укључују уклањање инструменталног потписа (ISR), процену позадине, детекцију извора, раздвајање и мерења, процену функције ширења тачке, и астрометријску и фотометријску калибрацију.
Годишња издања података ће бити доступна једном годишње, поновном обрадом целокупног скупа научних података до тог датума. Она укључују:
- Калибрисане слике
- Мерења положаја, флуксева и облика
- Информације о варијабилности
- Компактан опис светлосних кривих
- Јединствену поновну обраду производа тренутних података заснованих на разликама слика
- Каталог од отприлике 6 милиона објеката Сунчевог система, са њиховим орбитама
- Каталог од приближно 37 милијарди небеских објеката (20 милијарди галаксија и 17 милијарди звезда), сваки са више од 200 атрибута[59]

Годишње издање ће делимично рачунати National Center for Supercomputing Applications, а делимично IN2P3 у Француској.
Опсерваторија Рубин резервише 10% своје рачунарске снаге и дисковног простора за податке генерисане од стране корисника. Ови производи ће се стварати покретањем прилагођених алгоритама над скупом података опсерваторије Рубин за специјализоване сврхе, користећи апликационе програмске интерфејсе (API) за приступ подацима и чување резултата. Ово избегава потребу за преузимањем, а затим отпремањем, огромних количина података, омогућавајући корисницима да директно користе капацитете за складиштење и рачунање опсерваторије Рубин. Такође омогућава академским групама да имају другачије политике објављивања од опсерваторије Рубин у целини.
Рана верзија софтвера за обраду слика опсерваторије Рубин користи се на инструменту Hyper Suprime-Cam телескопа Субару, инструменту за широкопојасни преглед са осетљивошћу сличном опсерваторији Рубин, али са пет пута мањим видним пољем: 1,8 квадратних степени у поређењу са 9,6 квадратних степени опсерваторије Рубин. Нови софтвер под називом HelioLinc3D развијен је посебно за опсерваторију Рубин, за откривање покретних објеката.
Софтверски цевоводи LSST-а су сви доступни као софтвер отвореног кода на ГитХабу, а редовна издања софтвера су документована на страници LSST Science Pipelines.

## Научни циљеви
Опсерваторија Рубин ће покрити око 18.000 deg² јужног неба са шест филтера у свом главном прегледу, са око 825 посета свакој тачки. Очекује се да ће 5σ (SNR већи од 5) границе магнитуде бити r < 24,5 у појединачним сликама, и r < 27,8 у пуним сложеним подацима.
Главни преглед ће користити око 90% времена посматрања. Преосталих 10% ће се користити за добијање побољшане покривености за специфичне циљеве и регионе. Ово укључује веома дубока (r ~ 26) посматрања, веома кратка времена поновних посета (отприлике један минут), посматрања „посебних“ региона као што су еклиптика, галактичка раван, Велики и Мали Магеланови облаци, и области детаљно покривене вишеталасни прегледима као што су COSMOS, Chandra Deep Field South, и предстојећи радио преглед DSA-2000. У комбинацији, ови посебни програми ће повећати укупну површину на око 25.000 deg².
Посебни научни циљеви опсерваторије Рубин укључују:
- Проучавање тамне енергије и тамне материје мерењем слабог гравитационог сочива, барионских акустичних осцилација и фотометрије супернова типа Ia, све у функцији црвеног помака.[50]
- Мапирање малих објеката у Сунчевом систему, посебно астероиди близу Земље и Објекти Којперовог појаса. Очекује се да ће опсерваторија Рубин повећати број каталогизованих објеката за фактор од 10–100.[75] Такође ће помоћи у потрази за хипотетичком Планетом Девет.[76][77][78]
- Детектовање транзијентних астрономских догађаја, укључујући нове, супернове, бљескове гама зрака, варијабилност квазара и гравитационо сочиво, и пружање тренутних обавештења о догађајима како би се олакшало праћење.
- Мапирање Млечног пута.

Због свог широког видног поља и осетљивости, очекује се да ће опсерваторија Рубин бити међу најбољим кандидатима за откривање оптичких пандана догађајима гравитационих таласа које детектује LIGO и друге опсерваторије.
Такође се нада да ће огроман обим произведених података довести до додатних случајних открића.
НАСА је добила задатак од америчког Конгреса да до 2020. године открије и каталогизује 90% популације објеката близу Земље величине 140 метара или веће. Процењује се да је опсерваторија Рубин сама способна да открије 62% таквих објеката, а према америчкој Националној академији наука, продужење њеног прегледа са десет на дванаест година био би најисплативији начин да се задатак заврши.
Опсерваторија Рубин има програм за образовање и јавно информисање (EPO). Rubin Observatory EPO ће служити четири главне категорије корисника: широј јавности, формалним едукаторима, главним истраживачима у грађанској науци и креаторима садржаја у неформалним установама за научно образовање. Опсерваторија Рубин ће сарађивати са Zooniverse-ом на неколико својих пројеката грађанске науке.

## Поређење са другим прегледима неба
Било је много других оптичких прегледа неба, неки су и даље у току. За поређење, неки од главних оптичких прегледа, са наведеним разликама, су:
- Харвардска колекција плоча систематски је фотографисала ноћно небо почевши од 1880-их. Ово је рађено из опсерваторија које је Харвардска опсерваторија основала у Северној Америци, као и у Арекипи, Перу, и Блумфонтејну, Јужна Африка. Ово је коришћено у изради каталога Хенрија Дрејпера, као и „Харвардске мапе неба“ 1917. године, која је објавила прву слику видљивог универзума на 74 фотографске плоче. Плоче су се правиле до 1980-их и тако обухватају свако подручје ноћног неба на најмање 500–1.000 плоча током једног века посматрања.[86] Ове плоче су проучавале пионирске астрономке познате као Харвардски рачунари. Дигитализоване су у пројекту DASCH у ишчекивању опсерваторије Рубин, и недавно су постале доступне са API-јем преко базе података од 1,2 петабајта под називом StarGlass.[87]
- Фотографски прегледи неба, као што су Преглед неба Националног географског друштва - опсерваторије Паломар и његова дигитализована верзија, Digitized Sky Survey. Ова технологија је застарела, са много мањом дубином и генерално снимљена са локација са мање од одличних погледа. Ове архиве се и даље користе јер обухватају прилично дуг временски интервал — више од 100 година у неким случајевима — и покривају цело небо. Скениране плоче су достигле границу од R~18 и B~19,5 на 90% неба, и око једне магнитуде слабије на 50% неба.[88]
- Optical Gravitational Lensing Experiment (OGLE) (од 1992) је преглед варијабилности галактичког испупчења, галактичког диска и Магеланових облака (укупна површина од око 4100 квадратних степени неба) са 1,3-метарским Варшавским телескопом који се налази у опсерваторији Лас Кампанас, Чиле. Већина посматрања, око 95%, се врши у I-опсегу, док се преосталих 5% врши у V-опсегу, са следећим границама сјаја: 21,5 и 22,5 маг, респективно. До краја 2024. године, преглед је прикупио 1,2 милиона експозиција (око 500 TB временских серија података) за преко 2 милијарде звезда.[89]
- Слоанов дигитални небески преглед (SDSS) (2000–2009) је прегледао 14.555 квадратних степени неба северне хемисфере телескопом од 2,5 метра. Наставља се као спектрографски преглед. Његова гранична фотометријска магнитуда кретала се од 20,5 до 22,2, у зависности од филтера.[90]
- Pan-STARRS (од 2010) је текући преглед неба који користи два широкоугаона 1,8-метарска Ричи-Кретјен телескопа смештена у опсерваторији Халеакала на Хаваји. Док опсерваторија Рубин није почела са радом, остао је најбољи детектор објеката близу Земље. Његова покривеност, 30.000 квадратних степени, упоредива је са покривеношћу опсерваторије Рубин. Дубина појединачне слике у PS1 прегледу била је између магнитуда 20,9–22,0, у зависности од филтера.[91]
- DESI Legacy Imaging Surveys (од 2013) посматра 14.000 квадратних степени северног и јужног неба са телескопом Бок од 2,3 метра, 4-метарским телескопом Мејол и 4-метарским телескопом Виктор М. Бланко. Legacy Surveys користе Mayall z-band Legacy Survey, Beijing–Arizona Sky Survey и Dark Energy Survey. Legacy Surveys су избегавали Млечни пут јер су се првенствено бавили удаљеним галаксијама.[92] Подручје DES-а (5.000 квадратних степени) је у потпуности садржано унутар предвиђеног подручја прегледа опсерваторије Рубин на јужном небу.[93] Његове експозиције обично достижу магнитуду 23–24.
- Гаја је био свемирски преглед целог неба од 2014. до марта 2025. године, чији је примарни циљ изузетно прецизна астрометрија отприлике две милијарде звезда, квазара, галаксија и објеката Сунчевог система. Његова површина за прикупљање од 0,7 m² није дозвољавала посматрање објеката слабих као што могу бити укључени у друге прегледе, али је положај сваког посматраног објекта познат са много већом прецизношћу. Иако није правила експозиције у традиционалном смислу, детектовала је објекте до магнитуде 21.[94]
- Zwicky Transient Facility (од 2018) је сличан, брз, широкопојасни преглед за откривање транзијентних догађаја. Телескоп има још веће видно поље (47 квадратних степени; 5× поље), али значајно мањи отвор (1,22 м; 1/30 површине). Користи се за развој и тестирање софтвера за аутоматска упозорења опсерваторије Рубин. Његове експозиције обично достижу магнитуду 20–21.[95]
- Space Surveillance Telescope (од 2011) је сличан брз широкопојасни прегледни телескоп који се првенствено користи за војне примене, са секундарним цивилним применама укључујући детекцију и каталогизацију свемирског отпада и објеката близу Земље.[96]

## Напредак изградње
Локација Серо Пачон је изабрана 2006. године. Главни фактори су били број ведрих ноћи годишње, сезонски временски обрасци и квалитет слика гледано кроз локалну атмосферу (seeing). Локација је такође морала да има постојећу инфраструктуру опсерваторије, како би се минимизирали трошкови изградње, и приступ оптичким везама, како би се сместило 30 терабајта података које ће опсерваторија Рубин производити сваке ноћи.
У марту 2020. године, рад на објекту на врху и главној камери у SLAC-у је обустављен због пандемије COVID-19, иако се рад на софтверу наставио. Током овог периода, комисијска камера је стигла у базни објекат и тамо је тестирана. Премештена је на врх и инсталирана на монтажу у августу 2022. године.

### Огледала
Примарно огледало, најкритичнији и временски најзахтевнији део изградње великог телескопа, израђивано је током седмогодишњег периода у Лабораторији за огледала Стјуард опсерваторије Универзитета у Аризони. Изградња калупа почела је у новембру 2007. године, ливење огледала је почело у марту 2008. године, а сирово огледало је проглашено „савршеним“ почетком септембра 2008. године.
Полирање великог примарног/терцијарног огледала завршено је 2015. године и формално је прихваћено 13. фебруара 2015, затим је стављено у транспортну кутију за огледало и ускладиштено у авионском хангару. У октобру 2018, враћено је у лабораторију за огледала и интегрисано са ћелијом за подршку огледала. Прошло је додатна тестирања у јануару/фебруару 2019, а затим је враћено у транспортни сандук. У марту 2019, послато је камионом у Хјустон, Тексас, стављено на брод за испоруку у Чиле, и стигло на врх у мају. У априлу 2024, поново је спојено са ћелијом за подршку огледала и премазано.
Комора за премазивање, која је коришћена за премазивање огледала када су стигла, сама је стигла на врх у новембру 2018.
Секундарно огледало је произвео Corning од стакла са ултра ниским ширењем и грубо избрушено до 40 μm од жељеног облика. У новембру 2009, сирово огледало је послато на Универзитет Харвард на складиштење док нису била доступна средства за његово довршавање. Дана 21. октобра 2014, сирово секундарно огледало је испоручено са Харварда у Exelis (сада подружница Harris Corporation) на фино брушење. Завршено огледало је испоручено у Чиле 7. децембра 2018, и премазано је у јулу 2019.

### Зграда
Ископавање на локацији је озбиљно почело 8. марта 2011, а локација је била поравната до краја 2011. године.
Године 2015, велика количина сломљеног камена и глине пронађена је испод локације помоћне зграде поред телескопа. Ово је изазвало шестонедељно кашњење у изградњи док је то ископано и простор попуњен бетоном. Ово није утицало на сам телескоп или његову куполу, чији су много важнији темељи темељније испитани током планирања локације.
Зграда је проглашена суштински завршеном у марту 2018. Очекивало се да ће купола бити завршена у августу 2018, али слика из маја 2019. показује да је још увек недовршена. Тада недовршена купола се први пут ротирала под сопственом снагом у новембру 2019.

### Склоп монтаже телескопа
Монтажа телескопа и стуб на којем се налази представљају значајне инжењерске пројекте сами по себи. Главни технички проблем је што телескоп мора да се окрене за 3,5 степени ка суседном пољу и да се стабилизује у року од четири секунде. Између експозиција је дозвољено пет секунди, али једна секунда је резервисана за поравнање огледала и инструмента, остављајући четири секунде за структуру. Ово захтева веома крут стуб и монтажу телескопа, са веома великом брзином окретања и убрзања (10°/сек и 10°/сек², респективно). Основни дизајн је конвенционалан: монтажа висина-азимут направљена од челика, са хидростатичким лежајевима на обе осе, постављена на стуб који је изолован од темеља куполе. Стуб Рубинове опсерваторије је неуобичајено велик (пречника 16 m), робустан (зидови дебљине 1,25 метара) и монтиран директно на стенску подлогу, при чему се током ископавања локације пазило да се не користе експлозиви који би је могли напући.:11–12 Друге неуобичајене карактеристике дизајна су линеарни мотори на главним осама и удубљени под на монтажи. Ово омогућава телескопу да се протеже мало испод азимутних лежајева, дајући му веома низак центар гравитације.
Уговор за монтажу телескопа потписан је у августу 2014. Прошао је тестове прихватања 2018. и стигао на градилиште у септембру 2019. До априла 2023, монтажа је проглашена "суштински комплетном" и предата Рубиновој опсерваторији.

### Изградња камере
У августу 2015, пројекат камере LSST, који је одвојено финансирало Министарство енергетике САД (DoE), прошао је ревизију дизајна "критичне одлуке 3", а комисија за ревизију је препоручила да DoE формално одобри почетак изградње. Дана 31. августа дато је одобрење, а изградња је почела у SLAC-у у Калифорнији. До септембра 2017, изградња камере је била 72% завршена, са довољним средствима (укључујући и непредвиђене трошкове) за завршетак пројекта. До септембра 2018, криостат је био завршен, сочива избрушена, а 12 од 21 потребног "сплава" CCD сензора је испоручено. До септембра 2020, цела фокална раван је била завршена и у фази тестирања. До октобра 2021, последњи од шест филтера потребних за камеру је завршен и испоручен. До новембра 2021, цела камера је охлађена на потребну радну температуру, како би могло да почне финално тестирање.
- Приказ камере Рубинове опсерваторије
- Шематски приказ камере Рубинове опсерваторије у боји
- Растављени приказ оптичких компоненти камере Рубинове опсерваторије
- Инсталација комисионе камере Опсерваторије Вера Ц. Рубин

Пре финалне инсталације камере, коришћена је мања и једноставнија верзија (Комисиона камера, или ComCam) "за обављање раних задатака поравнања и пуштања у рад телескопа, комплетирање инжењерског првог светла и евентуално производњу раних употребљивих научних података".
Камера је проглашена завршеном почетком 2024. Стигла је у опсерваторију у мају 2024, а инсталирана је у марту 2025.

### Транспорт и редакција података
Подаци се морају транспортовати од камере на врху, до базних објеката, а затим до америчког центра за податке Рубинове опсерваторије (USDF) у SLAC. Подаци се прво шаљу преко наменске шифроване мреже вредне 5 милиона долара у тајни објекат Обавештајне заједнице Сједињених Држава у Калифорнији. Аутоматизовани систем детектује нове догађаје, уклања догађаје који садрже америчке шпијунске сателите и објављује слике које покривају преостале догађаје научној заједници један минут касније. Комплетне слике се објављују 80 сати касније, након што се орбите сателита промене, чиме се избегава трајна редакција која се врши на сликама из прегледа Pan-STARRS.
Овај пренос мора бити веома брз (100 Gbit/s или бољи) и поуздан, јер се у USDF-у подаци обрађују у научне производе, укључујући упозорења о пролазним догађајима у реалном времену. Овај пренос користи више оптичких каблова од базног објекта у Ла Серени до Сантијага, а затим преко две редундантне руте до Мајамија на Флориди, где се повезује са постојећом инфраструктуром велике брзине. Ове две редундантне везе активирао је у марту 2018. конзорцијум AmLight.
Пошто пренос података прелази међународне границе, укључено је много различитих група. Међу њима су AURA (Чиле и САД), REUNA (Чиле), Међународни универзитет Флориде (САД), AmLightExP (САД), RNP (Бразил) и USDF (САД), сви који учествују у Мрежном инжењерском тиму Рубинове опсерваторије (NET). Ова сарадња дизајнира и испоручује мрежне перформансе од краја до краја преко више мрежних домена и провајдера.

## Могући утицај сателитских констелација
Док се прави дуга експозиција неба, сателит може прећи преко видног поља, остављајући траг на слици. Иако би било могуће моделирати и уклонити траг сателита, преостали Поасонов шум чини однос сигнал-шум коригованих пиксела прениским да би био од научне вредности. Проблем је дошао до изражаја када је "воз" сателита прешао преко слике коју је снимала Међуамеричка опсерваторија Серо Тололо (CTIO). Starlink је лансирао 7.000 сателита у ниску Земљину орбиту (LEO), са плановима за проширење на 12.000 и могућим проширењем на 34.400. Чак и ако Starlink не достигне планирану величину, стални прилив других планираних сателитских констелација у LEO (Пројекат Кајпер, OneWeb) изазвао је забринутост о томе како би сателити могли утицати на астрономске слике уопште, а посебно на Рубинову опсерваторију.
Рубинова опсерваторија је симулирала промену своје стратегије посматрања како би избегла трагове сателита. Открили су да би морали да повећају време окретања телескопа, жртвујући око 10% укупног расположивог времена за посматрање, како би смањили број трагова сателита за два пута. Накнадне студије су показале да би чак и у режиму веома великих сателитских констелација (30.000 сателита), 8% свих научних слика имало траг сателита, што би резултирало губитком око 0,04% укупног броја научних пиксела.
Пошто се констелација Starlink налази у ниској Земљиној орбити, сателити који се налазе изнад током ноћи улазе у Земљину сенку, чинећи их неоткрививим чак и за велике телескопе. Стога се очекује да ће само слике током или убрзо након сутона бити погођене траговима сателита.

## Галерија

### Опсерваторија
- Ведро небо на Серо Пачону[152]
- Опсерваторија Вера Ц. Рубин у изградњи[153]
- Монтажа телескопа Рубин, снимљена са куполе током инсталације мостног крана[154]
- Фокална раван камере Рубинове опсерваторије – широка 60 cm (2 ft), има 189 сензора за производњу слика од 3200 мегапиксела[155]
- Оптички инжењери Џастин Вулф (лево) и Сајмон Коен са r-филтером за камеру Рубинове опсерваторије[156]
- Камера Рубинове опсерваторије охлађена на температуре испод нуле користећи оба система за хлађење[157]
- Комета Леонард, Опсерваторија Рубин, планета Венера, и разне звезде
- Ноћно светло изнад Опсерваторије Вера Ц. Рубин са осветљењем неба услед вештачког светла које се може видети као скупови светлих тачака на хоризонту